# NGC 7698
NGC 7698 (również PGC 71762 lub UGC 12668) – galaktyka soczewkowata (S0), znajdująca się w gwiazdozbiorze Pegaza. Odkrył ją Édouard Jean-Marie Stephan 26 września 1883 roku.